# Stratagus

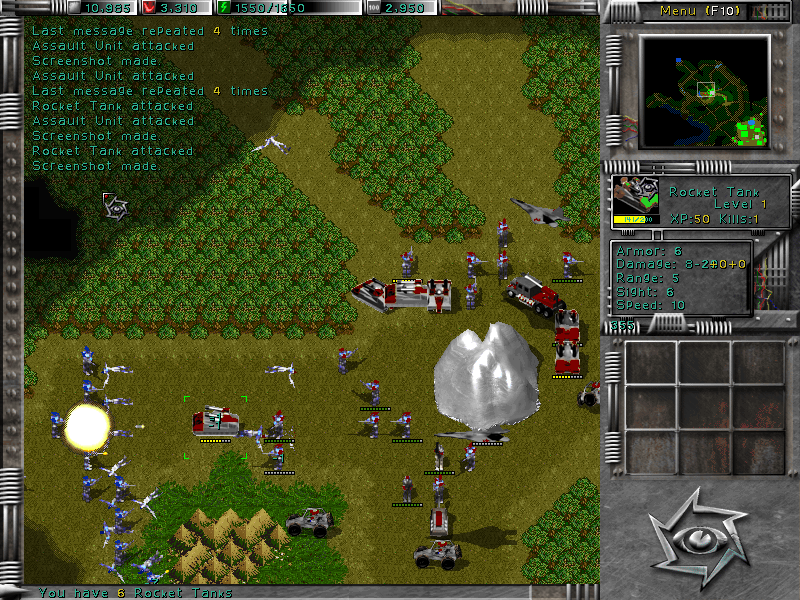
Schermata di Battaglia di sopravvivenza

Stratagus è un motore grafico multipiattaforma open source utilizzato per creare videogiochi di strategia in tempo reale. Scritto principalmente in linguaggio C++ e Lua, viene distribuito sotto licenza GNU GPL-2.0,.

## Storia

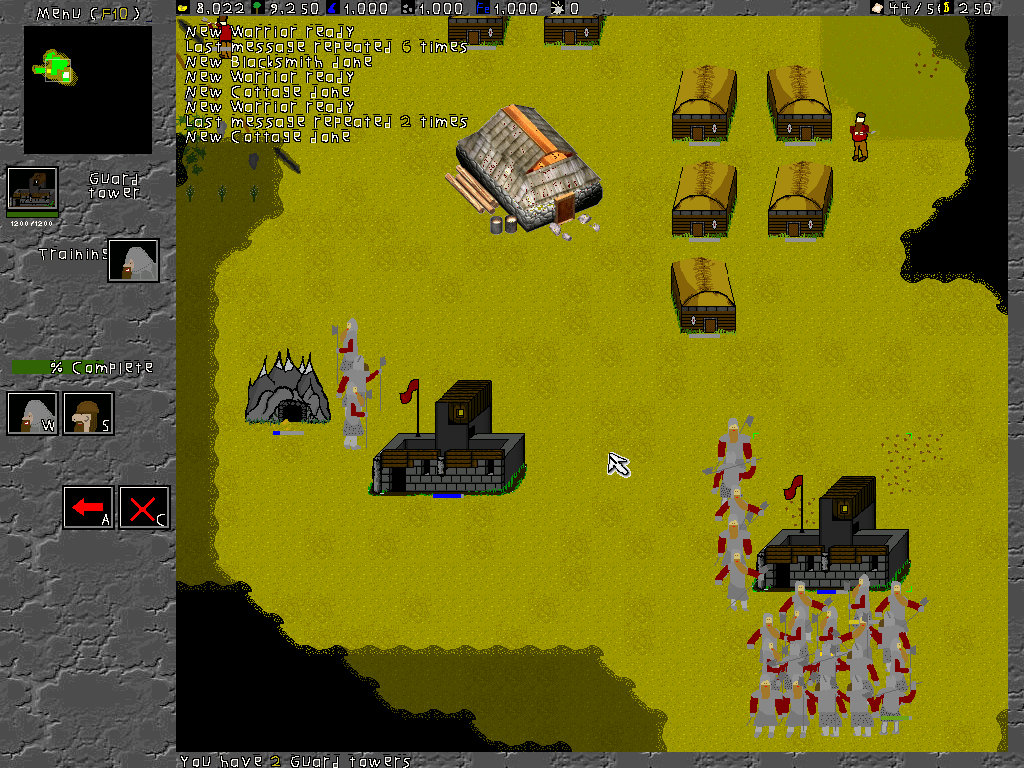
Schermata di Battaglia per Mandicor (2005)

Il 15 giugno 1998, Lutz Sammer, scrisse e rilasciò la prima versione pubblica di un clone gratuito di Warcraft II per Linux sotto il nome di ALE Clone. Nel 1999 venne rinominato Freecraft.
Nel giugno del 2003, Blizzard Entertainment, inviò una diffida ufficiale agli sviluppatori di Freecraft. Nella missiva, Blizzard, accusava di violazione del diritto d'autore gli sviluppatori e accusavano Freecraft di essere clone di Warcraft. Il progetto aveva la stessa struttura e gli stessi personaggi di Warcraft II, ma differenti musiche ed elementi grafici.
Gli sviluppatori decisero di abbandonare il progetto senza sfidare la Blizzard.
Tuttavia, nel 2004 ci fu una riorganizzazione del progetto che venne rinominato Stratagus. L'obiettivo non era più quello di creare un clone libero di Warcraft II ma la creazione di un motore open source configurabile per la realizzazione di giochi RTS in grado di offrire il supporto al gioco su Internet/LAN o contro avversari controllati dal computer.
Venne avviato anche un progetto parallelo denominato Wargus in grado di far funzionare i file di dati di Warcraft II nel motore Stratagus. Questa mod per poter funzionare richiede una copia originale e legale di Warcraft II e consente il supporto multipiattaforma per Linux e altri sistemi operativi. I set grafici liberi che imitavano Warcraft II sono stati abbandonati.
Il 10 giugno 2007, lo sviluppo di Stratagus è stato interrotto.
Gli sviluppatori di Stratagus hanno iniziato a lavorare sul progetto Bos Wars, basato su una versione modificata del motore Stratagus.
Nel giugno 2010 gli sviluppatori di Stratagus hanno spostato il progetto da SourceForge a Launchpad ed è ripreso lo sviluppo di Stratagus e sui giochi basati su di esso. Wargus (per Warcraft II), War1gus (per Warcraft I) e Stargus (per Starcraft) hanno continuato a essere sviluppati dal team Stratagus su Launchpad. Nel 2014, è nato  Wyrmgus come fork di Stratagus. Wyrmgus è stato sviluppato con l'obiettivo di creare un nuovo gioco di strategia in tempo reale e superare le limitazioni offerte dal suo progenitore Stratagus.
Nel frattempo il team di Stratagus si è spostato su GitHub.
I giochi basati su Stratagus sono: Aleona's Tales, Battle for Mandicor, Warcraft II: Tides of Darkness (e la sua espansione Beyond the Dark Portal) port Wargus, Warcraft: Orcs and Humans port War1gus, il futuristico Battle of Survival, il Commander Stalin di ispirazione storica, StarCraft port Stargus e Astroseries. Di questi, solo Aleona's Tales, Wargus, War1gus e Wyrmsun sono completi.

## Programmazione
Il motore Stratagus è un motore 2D basato su librerie open source multipiattaforma come SDL, gzip, bzip2 e altre.
Basandosi sul linguaggio di scripting Lua, tutte le funzionalità del motore sono messe a disposizione degli utenti di Stratagus consentendo una facile modifica ed eliminando la necessità di modificare il codice sorgente originale C/C++. Le animazioni vengono create da una serie di immagini .png: questa tecnica era comune all'epoca dell'uscita di Warcraft e altri RTS.
Stratagus e Wargus sono stati adattati per funzionare anche su dispositivi Pocket PC, Symbian e Android. Wargus è disponibile inoltre anche sui dispositivi portatili GP2X e Open Pandora Linux.

## Popolarità
Tra il 2004 e giugno 2017,Stratagus, è stato scaricato da SourceForge.net oltre 185.000 volte.